# Kalk-Natron-Glas
Kalk-Natron-Glas, auch Kalknatronglas, Kalknatronsilikatglas, Kalk-Soda-Glas oder Normalglas, ist die am meisten verbreitete Glassorte und gehört zur Gruppe der Alkali-Erdalkali-Silikat-Gläser. Es ist das typische Massenglas, das zur Fertigung von Behälterglas und Flachglas verwendet wird. Zur deutlicheren Abgrenzung gegenüber Borosilikatglas wird Kalk-Natron-Glas auch als Weichglas bezeichnet. Es besitzt gute chemische Eigenschaften und eignet sich für Produkte, die einer in der Regel kurzzeitigen chemischen Beanspruchung standhalten müssen und thermisch nicht hoch belastet werden (z. B. Pipetten, Kulturröhrchen).

## Herstellung und Zusammensetzung

Kalk-Natron-Glas

Kalk-Natron-Glas wird hergestellt, indem Quarzsand (Siliciumdioxid), Soda (Natriumcarbonat) und Kalk (Calciumcarbonat) bei über 1.200 °C zusammengeschmolzen werden. Dabei bildet sich ein Silicatglas, dessen Hauptbestandteile Siliciumdioxid (SiO2, 71–75 %), Natriumoxid (Na2O, 12–16 %) und Calciumoxid (CaO, 10–15 %) sind. Daneben können noch weitere Bestandteile enthalten sein, die z. B. die Farbe des Glases oder seine Empfindlichkeit gegenüber Glaskorrosion beeinflussen. Ein Kriterium für die chemische Widerstandsfähigkeit eines Kalk-Natron-Glases ist das Verhältnis von Siliciumdioxid zu Natriumoxid und Calciumoxid. Die Zusammensetzung sollte möglichst der Formel
{\displaystyle s=3(n^{2}+1)}
entsprechen, in der s die Molzahl des Siliciumdioxids und n das Molverhältnis von Natriumoxid zu Calciumoxid angibt.
Die chemische Struktur von Kalk-Natron-Glas ähnelt einem Silikatnetzwerk, dessen Bindungszustände, nicht aber die Fernordnung, mit dem kristallinen Zustand vergleichbar sind.

## Eigenschaften
Kalk-Natron-Glas besitzt eine Dichte von etwa 2,5 g/cm3.
Der thermische Längenausdehnungskoeffizient {\displaystyle \alpha } von Kalk-Natron-Glas beträgt 9·10−6/K. Es ist deshalb empfindlich gegenüber Temperaturschwankungen. Bei ungleichmäßiger Erwärmung treten im Glas Spannungen auf, die zum Bruch führen können. Deshalb wird Kalk-Natron-Glas nicht in Anwendungen eingesetzt, bei denen starke Temperaturwechsel auftreten (z. B. im Laborbereich).
Je nach Glasdicke liegt der Transmissionsgrad von Normalglas im sichtbaren Spektrum zwischen ungefähr 80 und 90 %. Die Wärmeleitfähigkeit von Kalk-Natron-Glas beträgt 0,8–1,05 W/(m·K). Der Brechungsindex liegt zwischen 1,5 und 1,6.
Die mechanischen Eigenschaften des Glases und der daraus hergestellten Produkte müssen für viele Anwendungen angepasst werden. Die Sicherheitsanforderungen im Bau- und vor allem Automobilbereich führten zur Entwicklung von vorgespanntem Glas, einer Erfindung des französischen Glasunternehmens Saint-Gobain, die 1930 zum Patent angemeldet wurde. Dieses sogenannte Sicherheitsglas birst bei übermäßiger Beanspruchung in eine Vielzahl kleiner Bruchstücke, die vergleichsweise ungefährlich sind.

## Verwendung
Kalk-Natron-Glas stellt mengenmäßig die wichtigste Glassorte dar. Es bildet die Grundlage zur Herstellung von Flaschen, Lebensmittelverpackungen, Trinkgläsern und Flachglas (z. B. Spiegel- und Fensterglas).
Kalk-Natron-Glas wird in einigen Bereichen, vor allem im Automobilbau, als Verbund-Sicherheitsglas eingesetzt, das im Jahr 1909 vom französischen Chemiker Édouard Bénédictus erfunden wurde, indem er zwei Glasscheiben durch eine Zwischenschicht aus Polyvinylbutyral (PVB) zu einem Glaslaminat verband.